# Les Iffs
Iffs (bret. An Ivineg) – miejscowość i gmina we Francji, w regionie Bretania, w departamencie Ille-et-Vilaine.
Według danych na rok 1990 gminę zamieszkiwało 218 osób, a gęstość zaludnienia wynosiła 48 osób/km² (wśród 1269 gmin Bretanii Iffs plasuje się na 985. miejscu pod względem liczby ludności, natomiast pod względem powierzchni na miejscu 1035.).